# 莫桑比克共产党
莫桑比克共产党（葡萄牙語：Partido Comunista de Moçambique），简称莫共（Pacomo），是莫桑比克的一个已不存在的共产主义政党。该党成立于1995年。目前，该党已停止活动，可能已经解散。